# Francisco Romea Hernando
Francisco Romea Hernando (Montón, 3 de diciembre de 1946) es un exfutbolista y entrenador de origen español.

## Trayectoria
Nació en Montón, Zaragoza, en 1946. Empezó en el fútbol con el Ejea de los Caballeros, equipo que participaba en Tercera División. Después fue fichado por el Badalona, quien le venía haciendo seguimiento junto con el Valladolid. Con el Badalona estuvo bajo las órdenes del director técnico Antonio Argilés. El Barcelona le fichó por tres temporadas por 450 mil pesetas e hizo su debut oficial el 17 de septiembre de 1969, en un encuentro contra el Odense por la Copa de Ferias. Su poca continuidad deportiva en el Barcelona hizo que cambiara de equipo, por lo que firmó con el Elche, club que por ese entonces era dirigido por Salvador Artigas. Jugó como cedido en las últimas dos temporadas, sin embargo, sufrió una rotura en el tobillo, motivo por el cual estuvo apartado por un tiempo. Una vez recuperado, se fue al Levante, donde fue entrenado por Ferdinand Daučík y Dagoberto Moll. Su último equipo fue el Ejea.
Después de su paso por el fútbol, Romea estudió contabilidad y se formó como entrenador nacional. El Levante quiso contratralo, pero declinó después de recibir una oferta en la entidad bancaria BBV. Alternando su trabajo como ejecutivo del BBV, dirigió al Corellano, Cortes y Tudelano, además fue técnico de la Asociación Deportiva Mérida entre diciembre de 2003 y enero de 2004. Ya retirado completamente del fútbol y además jubilado, Romea forma parte de la agrupación de jugadores del F.C. Barcelona.

## Estadísticas
| Club                    | País   | Temporada |
| ----------------------- | ------ | --------- |
| Club de Fútbol Badalona | España | 1965-68   |
| Fútbol Club Barcelona   | España | 1969-70   |
| Elche Club de Fútbol    | España | 1970-74   |
| Levante Unión Deportiva | España | 1974-76   |
| Sociedad Deportiva Ejea | España | 1979-80   |